# Škoda MTH
Škoda MTH – czechosłowacki gąsienicowy ciągnik artyleryjski z okresu II wojny światowej.

## Historia konstrukcji
Ciągnik artyleryjski MTH (skrót od określenia Malý Traktor Housenkový – mały ciągnik gąsienicowy) został opracowany w 1935 roku w zakładach Škoda w Pilźnie. Był to pierwszy gąsienicowy ciągnik artyleryjski dla armii czechosłowackiej. Ciągnik ten produkowany był w latach 1935–1939. W tym czasie wyprodukowano łącznie 55 egzemplarzy, w trzech seriach.

## Użycie
Ciągniki te były systematycznie włączane w skład pułków artylerii czechosłowackiej od 1936 roku i były użytkowane do 1939 roku. Po zajęciu Czechosłowacji przez wojska niemieckie w marcu 1939 roku, 11 ciągników znalazło się w armii słowackiej, a pozostałe zostały przejęte przez wojska niemieckie, w których otrzymały oznaczenie Leichter Raupenschlepper MTH. Po II wojnie światowej niezniszczone ciągniki tego typu były używane w armii czechosłowackiej do lat pięćdziesiątych.

## Opis pojazdu
Ciągnik artyleryjski MTH został zbudowany na podwoziu tankietki Škoda MU-4 oraz osprzętu ciągnika rolniczego Škoda HT18, z którego zastosowano także silnik. Podwozie odkryte. Trakcja gąsienicowa, ciągnik mógł pracować bez przerwy do 6 godzin bez tankowania, lecz osiągał bardzo małą prędkość. Mógł holować sprzęt o masie do 1800 kg oraz przewozić ładunek o masie 600 kg.